# Tegenaria wittmeri
Tegenaria wittmeri là một loài nhện trong họ Agelenidae.
Loài này thuộc chi Tegenaria. Tegenaria wittmeri được Paolo Marcello Brignoli miêu tả năm 1978.